# Марин II (герцог Гаэты)

Марин II (итал. Marinus II; ок. 930—984) — герцог Гаэты с 978 года. Сын Доцибилиса II и Орании Неаполитанской.
Родился около 930 года. Ещё при жизни отца с согласия своего старшего брата Иоанна II получил Фонди с титулом герцога (945 год). В Гаэтанском герцогстве наследовал другому брату — Григорию, а Фонди передал своим сыновьям Марину и Леону.

## Семья
Жена — Мария (ум. до 978), происхождение не выяснено. Дети:
- Иоанн III (955/960 — 1008), герцог Гаэты
- Григорий (ум. 991), граф Кастро Аргенто,
- Бернард, епископ Гаэты с 997 года
- Марин II (ум. после 1008), герцог Фонди
- Леон I (ум. 1020/1021), герцог Фонди
- Дауфер (ум. 1002), родоначальник графов Трето
- Анна.